# Bettina Lindtberg
Bettina Lindtberg (* 21. März 1946 in Zürich; † 2. Juli 2002 ebenda) war eine Schweizer Schauspielerin und Hörspielsprecherin.

## Leben

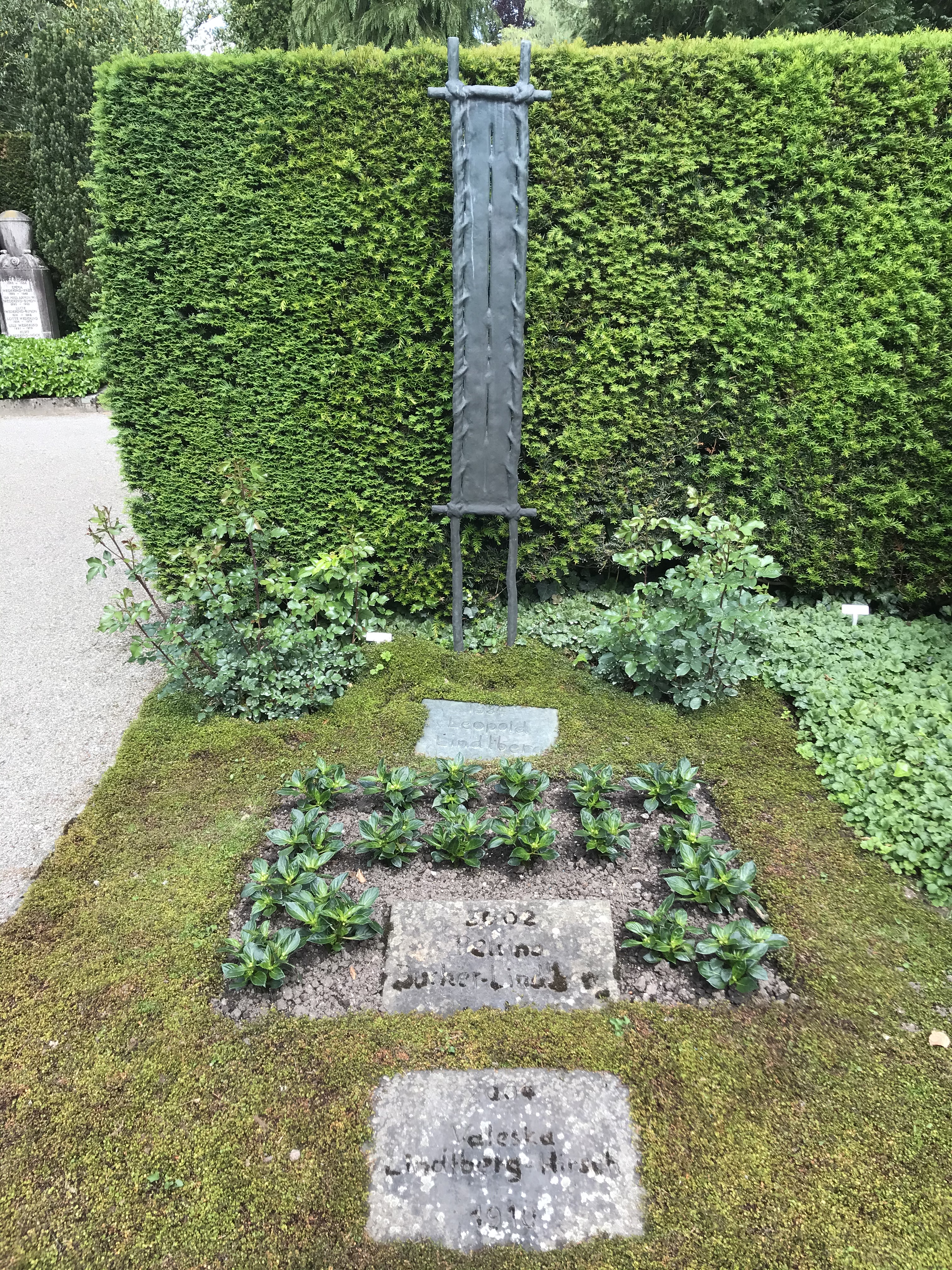
Familiengrabstätte Lindtberg auf dem Friedhof Enzenbühl

Bettina Lindtberg war die Tochter des Theater- und Filmregisseurs Leopold Lindtberg und dessen Frau Valeska, geb. Hirsch (1910–2004), einer Pianistin. Sie nahm zunächst Sprechunterricht bei Ellen Widmann und war einige Zeit beim Zürcher Kammersprechchor. Von 1965 bis 1968 absolvierte sie das Wiener Max Reinhardt Seminar und gab ihr Debüt in der Spielzeit 1968/69 am dortigen Theater der Jugend. Danach ging sie für einige Jahre nach Deutschland und spielte von 1969 bis 1973 am Düsseldorfer Schauspielhaus, anschliessend kam sie an die Städtischen Bühnen Nürnberg. 1975 nahm sie eine Verpflichtung an das Schauspielhaus Zürich an, dessen Ensemble sie einige Jahre angehörte, ehe sie ab 1978 freischaffend tätig war. Lindtberg spielte ab dieser Zeit bei den Ruhrfestspielen in Recklinghausen, am Theater Winkelwiese und am Städtebundtheater Biel-Solothurn. 1988 gastierte sie noch einmal am Schauspielhaus Zürich. Weiter trat sie an der Seite von Elsie Attenhofer an deren Cabaret „Die Sanduhr“ auf.
Bettina Lindtberg spielte in den Shakespeare-Stücken Ende gut, alles gut (als Diana), Ein Sommernachtstraum (als Hermia) und Die Komödie der Irrungen (als Luciana). Sie war Gretchen in Johann Wolfgang von Goethes Faust, die Kaiserin Julia in Romulus der Große von Friedrich Dürrenmatt und übernahm in den Goldberg-Variationen von George Tabori sämtliche Frauenrollen. Am Schauspielhaus Zürich war sie wiederholt in Inszenierungen ihres Vaters zu sehen.
Vor die Kamera trat Lindtberg nur selten. Unter anderem wirkte sie in der Komödie Die Schweizermacher mit. Ferner übernahm sie sporadisch Rollen in Hörspielproduktionen.
Bettina Lindtberg war seit 1985 mit dem Maler und Plastiker Carl Bucher (1935–2015) verheiratet. Sie verstarb im Alter von nur 56 Jahren nach schwerer Krankheit und ruht neben ihren Eltern auf dem Friedhof Enzenbühl in Zürich.

## Filmografie
- 1968: Unruhige Töchter
- 1968: Die goldene Flöte
- 1970: Triumph des Todes oder Das große Massakerspiel
- 1973: Einladung zur Enthauptung
- 1978: Die Schweizermacher
- 1984: Mann ohne Gedächtnis

## Hörspiele
- 1961: Heinrich von Kleist: Der zerbrochene Krug – Regie: Alfred Hartner – SRF
- 1970: Max Frisch: Don Juan oder die Liebe zur Geometrie – Regie: Klaus Gmeiner – SRF
- 1988: Nicolas Ryhiner: Flammen am Tisch – Regie: Nicolas Ryhiner – SRF
- 1988: Renata Münzel: Lügen und Lieder – Regie: Stephan Heilmann – SRF
- 1990: Friedrich Glauser: Krock & Co. – Regie: Martin Bopp – SRF